# Asura craigii
Asura craigii là một loài bướm đêm thuộc phân họ Arctiinae, họ Erebidae.